# Kari Ristanen
Kari Ristanen, född den 27 juli 1958, är en finländsk före detta längdåkare som tävlade under 1980-talet. Hans mest lyckade resultat är i stafett. Vid OS i Sarajevo 1984 kom han trea.